# Literaturpsychologie
Literaturpsychologie ist ein Ober- bzw. Sammelbegriff für die zahlreichen, oft sehr verschiedenartigen literaturwissenschaftlichen (Aus-)Richtungen, die das literarische Werk sowie  seinen Entstehungs- und Rezeptionsprozess unter Hinzuziehung unterschiedlicher psychologischer Theorieansätze, Methoden oder Konzepte untersuchen.
Dabei können grob gesehen zwei Hauptrichtungen unterschieden werden: einerseits die psychoanalytische Literaturwissenschaft, die im Rückgriff auf Freud und Lacan die literarische Produktion wie auch Rezeption als Ausdruck des Unbewussten versteht, andererseits die seit den 1960er Jahren ausgebildete empirische Literaturpsychologie, die psychologische Aussagen über Literatur oder ihre Entstehung und Wirkung anhand empirischer Studien überprüft, beispielsweise Aspekte der Kreativität oder des kreativen Prozesses in Analogie zum Träumen, der Beziehung zwischen Textinhalt, Textform und emotionalen Leserreaktionen wie auch der literarischen Entwicklung bzw. des Stilwandels und der Veränderungen einzelner literarischer Gattungen, die dem Nachlassen des ästhetischen Reizes durch Verfremdung entgegenzuwirken versuchen.
Die Literaturpsychologie wird dementsprechend sowohl von der Psychologie als auch von den Literaturwissenschaften aus betrieben und steht damit im Spannungsfeld zwischen hermeneutischer Geistes- und Kulturwissenschaft und (empirischer) Sozial- bzw. auch Naturwissenschaft.
Die längste Tradition in der literaturpsychologischen Forschung weist die Autorenpsychologie auf, die auf die Untersuchung der psychologischen Aspekte des Produktionsprozesses und des Produzenten von Literatur ausgerichtet ist. Ende des 19. Jahrhunderts wurde in dieser Ausrichtung die seit dem Altertum vertretene Ersatzhypothese („der blinde Seher“) psychologisch-psychiatrisch akzentuiert und als Zusammenhang von Genie und Wahnsinn thematisiert (Lombroso: Genie und Irrsinn, 1887). Daraus entstand Anfang des 20. Jahrhunderts in Verbindung mit der psychoanalytischen Gleichsetzung von kreativen und neurotischen Regressionsprozessen durch Freud eine Vielzahl von Pathographien (vgl. z. B. Lange-Eeichbaum: Genie – Irrsinn und Ruhm, 1928, Neuauflage 11 Bände, 1986ff.).
Die „Neurose-These“ der Kreativität wurde allerdings in der zweiten Hälfte des 20. Jahrhunderts durch die Ich-psychologische Weiterentwicklung der Psychoanalyse revidiert (beispielsweise bei Kris: nicht-neurotische Regression im „Dienste des Ich“). Parallel dazu wurde in der empirischen Kreativitätspsychologie nachgewiesen, dass kreative Menschen durch quasi-paradoxale, jedoch keinesfalls besonders psychotische oder neurotische Persönlichkeitseigenschaften geprägt sind (Barron: Creative Person and creative process, 1967). Daher sind sowohl die psychoanalytische wie auch die empirisch-experimentelle Kreativitätsforschung gegenwärtig eher auf die Erforschung der konstruktiv-kreativen Prozess- und Personencharakteristika beim literarisch-kreativen Schreiben ausgerichtet (vgl. beispielsweise Scheidt: Kreatives Schreiben – HyperWriting, 2006).
In der Werkpsychologie mittels hermeneutischer Literaturinterpretation haben sich seit Freuds schulenbildender Anwendung der Psychoanalyse auf die Literatur und bildende Kunst (vgl. beispielsweise W. Jensen: Gradiva) vor allem tiefenpsychologische Arbeiten und Ansätze herausgebildet, die neben psychoanalytischen Aspekten (z. B. Rank, Sachs) jedoch ebenso in der Nachfolge von C.G. Jung mythologische Deutungen und Interpretationen literarischer Werke enthalten. Diese Entwicklung brach in Deutschland durch den Nationalsozialismus ab und wurde erst ab den 1970er Jahren wieder aufgenommen (beispielsweise durch Cremerius, Dettmering, von Matt u. a.). Gegenwärtig werden tiefenpsychologische Deutungsansätze nicht selten mit anderen (Interpretations-)Traditionen oder Methoden verknüpft (z. B. P. Kutter: Psychoanalyse interdisziplinär, 1997).
Weitestgehend getrennt reichen die empirischen Werk- und Textanalysen dabei von einer primär statistischen Beschreibung der literarischen Form bis hin zur Herausarbeitung psychologischer Inhalte und Aspekte literarischer Texte; die in diesem Zusammenhang eingesetzte Methode der Inhaltsanalyse wurde allerdings (ab 1930 in den USA) vorwiegend an nicht-literarischen Informationstexten entwickelt, zu denen auch eine Fülle von Untersuchungen im Hinblick auf ihre (politisch-ideologische) Wirkung qua Einstellungsänderung vorliegen (vgl. Drinkmann und N. Groeben: Metaanalysen für Textwirkungsforschung, 1989).
Die Untersuchung der Wirkung literarischer Texte beinhaltet an sich bereits den Aspekt der Leserpsychologie, die sich übergreifend mit der Rezeption und Verarbeitung von Texten generell auf der Leserseite befasst. Im Hinblick auf literarische Texte steht dabei die Textrezeption und die Rolle des Lesers für die rezipierte Textbedeutung im Vordergrund der Betrachtung. Dabei ist parallel zur hermeneutisch-werkimmanenten Rezeptionsästhetik zugleich eine empirische Rezeptionsforschung an realen Lesern entstanden (vgl. N. Groeben: Rezeptionsforschung, 1977).
Derartige Ansätze einer empirischen Rezeptionsforschung können ebenfalls als Teil einer umfassenderen empirischen Literaturwissenschaft (Cognitive Poetics) angesehen werden, die auf die Beschreibung und Erklärung der Produktion, Rezeption, Vermittlung usw. von literarischen Werken oder Texten ausgerichtet ist (vgl. S.J. Schmidt: Empirische Literaturwissenschaft, 1981).
Die leserpsychologische Untersuchungsperspektive ist auch bei Einbeziehung nicht-literarischer Sachtexte in dieser Hinsicht sachlogisch im Rahmen der Analyse des Lese- und Verständnisprozesses identisch mit der sogenannten Psychologie der Textverarbeitung, in der seit der Kognitiven Wende in der Psychologie (um 1970) die kognitive Konstruktivität der Textrezeption eingehend untersucht worden ist. In dieser Forschungsausrichtung spielen vor allem Personenmerkmale (wie beispielsweise Vorwissen, Arbeitsgedächtniskapazität und Lesemotivation) eine vorrangige Rolle.
Die Entwicklung und Förderung einer derartigen leserpsychologischen Untersuchung der Verarbeitung von (literarischen) Texten berührt ebenso zentrale Themen der Bildungsforschung, so dass auf diesem Hintergrund gegenwärtig große Überschneidungsbereiche der Leserpsychologie mit der empirischen Unterrichtsforschung sowie Lese- und Literaturdidaktik bestehen.
In den aktuellen leserpsychologischen Forschungsansätzen steht demgemäß neben der kognitionspsychologischen Grundlagenforschung zur Textverarbeitung ergänzend ebenso die Untersuchung der emotional-motivationalen Dimension und der langfristig kaum verzichtbaren Praxisrelevanz im Vordergrund.